# Daydream Believer
"Daydream Believer" é uma canção composta por John Stewart. A música foi originalmente gravada pelo grupo musical The Monkees, com Davy Jones. O single alcançou número um no hot 100 da revista Billboard em dezembro de 1967, continuando no topo da lista por quatro semanas, e pegou número cinco nas paradas de sucesso britânicas. Foi o último single número um do grupo nos Estados Unidos. Foi também gravado por Anne Murray em 1979, sua versão alcançou o terceiro lugar nas paradas de música country e décimo segundo na hot 100, da revista Billboard.

## Posições nas paradas mundiais
| Parada (1967)                    | Melhor posição |
| -------------------------------- | -------------- |
| Austrian Singles Chart           | 7              |
| Irish Singles Chart              | 1              |
| Japanese Oricon Singles Chart    | 4              |
| Norwegian VG-lista Singles Chart | 2              |
| Swiss Singles Chart              | 10             |
| UK Singles Chart                 | 5              |
| U.S. Billboard Hot 100           | 1              |